# Wereldkampioenschappen roeien 1991
De 21e editie van de wereldkampioenschappen roeien werd in 1991 gehouden in Wenen, Oostenrijk.

## Medaillewinnaars

### Mannen
| Bootklasse              | Goud | Goud | Zilver | Zilver | Brons | Brons |
| Skiff M1x               | Thomas Lange |      | Vaclav Chalupa |        | Kajetan Broniewski |       |
| Lichte skiff LM1x       | Niall O'Toole |      | Peter Uhrig |        | Willem van Belleghem |       |
| Dubbel twee M2x         | Nederland Henk-Jan Zwolle Nico Rienks |      | Sovjet-Unie Leonid Schaposchnikow Udis Lasmanis |        | Duitsland Andre Steiner Oliver Grüner |       |
| Twee zonder M2-         | Verenigd Koninkrijk Steven Redgrave Matthew Pinsent |      | Slovenië Denis Zvegelj Iztok Cop |        | Oostenrijk Karl Sinzinger Hermann Bauer |       |
| Twee met M2+            | Italië Carmine Abbagnale Giuseppe Abbagnale Giuseppe Di Capua                                                                                                 |      | Polen Piotr Basta Tomasz Mruczkowski Bartosz Sroga |        | Tsjecho-Slowakije Michal Dalecký Dušan Macháček Oldřich Hejdušek                                                                                  |       |
| Lichte dubbel twee LM2x | Duitsland Kai von Warburg Michael Buchheit |      | Oostenrijk Christoph Schmölzer Walter Rantasa |        | Nederland Daan Boddeke Jan van Bekkum |       |
| Dubbel vier M4x         | Sovjet-Unie Valeriy Dosenko Sergey Kinyakin Mykola Chupryna Ģirts Vilks                                                                                       |      | Italië Alessandro Corona Gianluca Farina Massimo Paradiso Filippo Soffici                                                                             |        | Nederland Rutger Arisz Koos Maasdijk Hans Kelderman Ronald Florijn                                                                                |       |
| Vier zonder M4-         | Australië Andrew Cooper Nick Green Mike McKay James Tomkins                                                                                                   |      | Verenigde Staten Thomas Bohrer Patrick Manning Jeffrey McLaughlin Michael Porterfield                                                                 |        | Duitsland Markus Bräuer Andreas Lütkefels Stefan Scholz Markus Vogt                                                                               |       |
| Vier met M4+            | Duitsland Armin Eichholz Bahne Rabe Matthias Ungemach Armin Weyrauch Jörg Dedering                                                                            |      | Roemenië Dănuț Dobre Dragoș Neagu Valentin Robu Ioan Snep Dumitru Răducanu                                                                            |        | Polen Wojciech Jankowski Maciej Łasicki Jacek Streich Tomasz Tomiak Michał Cieślak                                                                |       |
| Lichte dubbel vier LM4x | Australië Simon Burgess Gary Lynagh Bruce Hick Stephen Hawkins                                                                                                |      | Zweden Joakim Brischewski Bo Ekros Lars-Johan Flodin Per Lundberg                                                                                     |        | Frankrijk Roland Galliac Patrick Maiore Laurent Porchier Thierry Renault                                                                          |       |
| Lichte vier zonder LM4- | Verenigd Koninkrijk Christopher Bates Toby Hessian Tom Kay Carl Smith                                                                                         |      | Italië Sabino Bellomo Franco Cattaneo Danilo Fraquelli Alfredo Striani                                                                                |        | Spanje Juan Luis Aguierre Barco Fernando Climent José María de Marco Pérez Fernando Molina Castillo                                               |       |
| Acht M8+                | Duitsland Martin Steffes-Mies Dirk Balster Claas-Peter Fischer Thorsten Streppelhoff Jürgen Hecht Wolfgang Klapheck Ansgar Wessling Roland Baar Manfred Klein |      | Canada Darren Barber Andy Crosby Bob Marland Derek Porter Mike Rascher Bruce Robertson Don Telfer John Wallace Terrence Paul                          |        | Verenigd Koninkrijk Martin Cross Tim Foster Anton Obholzer Richard Phelps Greg Searle Jonny Searle Jonny Singfield Richard Stanhope Garry Herbert |       |
| Lichte acht LM8+        | Italië Enrico Barbaranelli Domenico Cantoni Carlo Gaddi Pasquale Marigliano Fabrizio Ranieri Fabrizio Ravasi Andrea Re Roberto Romanini Gaetano Iannuzzi      |      | Frankrijk Stéphane Barré Sébastien Bel Bruno Boucher Stéphane Guérinot Laurent Irazusta Benoît Masson Antoine Orieux José Oyarzabal Philippe Spinelli |        | Verenigde Staten Eduardo Montalvo Tom Hartley Robert Hermann Brian Varga David Collins Dale Hurley Tom Auth James Manson Michael O'Gorman         |       |

### Vrouwen
| Bootklasse              | Goud | Goud | Zilver | Zilver | Brons | Brons |
| Skiff W1x               | Silken Laumann |      | Elisabeta Lipa |        | Annelies Bredael |       |
| Lichte skiff LW1x       | Philippa Baker |      | Laurien Vermulst |        | Mette Bloch Jensen |       |
| Dubbel twee W2x         | Duitsland Kathrin Boron Beate Schramm |      | Roemenië Elisabeta Lipa Anisoara Dobre |        | Sovjet-Unie Saria Sakirowa Jekaterina Chodotowitsch |       |
| Twee zonder W2-         | Canada Marnie McBean Kathleen Heddle |      | Duitsland Stefani Werremeier Ingeborg Althoff |        | Verenigd Koninkrijk Miriam Batten Fiona Freckleton |       |
| Lichte dubbel twee LW2x | Duitsland Christiane Weber Claudia Waldi |      | Verenigde Staten Teresa Zarzeczny Lindsay Burns |        | Denemarken Elisabeth Fraas Ulla Jensen |       |
| Dubbel vier W4x         | Duitsland Kerstin Köppen Claudia Krüger Sybille Schmidt Jana Sorgers                                                                              |      | Sovjet-Unie Yelena Khloptseva Mariya Omelianovych Tetiana Ustiuzhanina Mira Vaganova                                                                    |        | Roemenië Constanța Burcică Anișoara Dobre-Bălan Doina Ignat Fanica Costea                                                                                    |       |
| Vier zonder W4-         | Canada Kirsten Barnes Jennifer Doey Jessica Monroe Brenda Taylor                                                                                  |      | Verenigde Staten Shelagh Donohoe Cynthia Eckert Stephanie Maxwell-Pierson Anna Seaton                                                                   |        | Duitsland Kathrin Haacker Gebriele Mehl Cerstin Petersmann Judith Ungemach-Zeidler                                                                           |       |
| Lichte vier zonder LW4- | China Li Fei Liang Sanmei Liao Xiaoli Ou Shaoyan                                                                                                  |      | Verenigd Koninkrijk Alison Brownless Katharine Brownlow Anna Marie Dryden Claire Davies                                                                 |        | Verenigde Staten Christine Collins Ellen Minzner Alison Shaw Kelly Sherman                                                                                   |       |
| Acht W8+                | Canada Kirsten Barnes Megan Delehanty Jennifer Doey Kathleen Heddle Kelly Mahon Marnie McBean Jessica Monroe Brenda Taylor Lesley Thompson-Willie |      | Sovjet-Unie Irina Gribko Marina Suprun Nataliya Grigoryeva Ekaterina Kotko Olga Smetannikova Sarmīte Stone Marina Znak Elena Medvedeva Nataliya Stasyuk |        | Roemenië Doina Snep Adriana Chelariu-Bazon Iulia Bobeica Veronica Cochela Marioara Curela Viorica Neculai Maria Padurariu Doina Ciucanu-Robu Elena Georgescu |       |

## Medailleklassement
| Plaats | Land                | Goud | Zilver | Brons | Totaal |
| 1      | Duitsland           | 7    | 2      | 3     | 12     |
| 2      | Canada              | 4    | 1      | 0     | 5      |
| 3      | Italië              | 2    | 2      | 0     | 4      |
| 4      | Verenigd Koninkrijk | 2    | 1      | 2     | 5      |
| 5      | Australië           | 2    | 0      | 0     | 2      |
| 6      | Sovjet-Unie         | 1    | 3      | 1     | 5      |
| 7      | Nederland           | 1    | 1      | 2     | 4      |
| 8      | China               | 1    | 0      | 0     | 1      |
| 8      | Ierland             | 1    | 0      | 0     | 1      |
| 8      | Nieuw-Zeeland       | 1    | 0      | 0     | 1      |
| 11     | Verenigde Staten    | 0    | 3      | 2     | 5      |
| 12     | Roemenië            | 0    | 3      | 2     | 5      |
| 13     | Polen               | 0    | 1      | 2     | 3      |
| 14     | Frankrijk           | 0    | 1      | 1     | 2      |
| 14     | Oostenrijk          | 0    | 1      | 1     | 2      |
| 14     | Tsjecho-Slowakije   | 0    | 1      | 1     | 2      |
| 17     | Zweden              | 0    | 1      | 0     | 1      |
| 17     | Slovenië            | 0    | 1      | 0     | 1      |
| 19     | België              | 0    | 0      | 2     | 2      |
| 19     | Denemarken          | 0    | 0      | 2     | 2      |
| 21     | Spanje              | 0    | 0      | 1     | 1      |
| Totaal | Totaal              | 22   | 22     | 22    | 66     |

Edities

1962 Luzern · 
1966 Bled · 
1970 St. Catharines · 
1974 Luzern · 
1975 Nottingham · 
1976 Villach · 
1977 Amsterdam · 
1978 Hamilton (alleen zwaar) · 
1978 Kopenhagen (alleen licht) · 
1979 Bled · 
1980 Hazewinkel · 
1981 München · 
1982 Luzern · 
1983 Duisburg · 
1984 Montréal · 
1985 Hazewinkel · 
1986 Nottingham · 
1987 Kopenhagen · 
1988 Milaan · 
1989 Bled · 
1990 Lake Barrington · 
1991 Wenen · 
1992 Montréal · 
1993 Račice · 
1994 Indianapolis · 
1995 Tampere · 
1996 Motherwell · 
1997 Aiguebelette · 
1998 Keulen · 
1999 St. Catharines · 
2000 Zagreb · 
2001 Luzern · 
2002 Sevilla · 
2003 Milaan · 
2004 Banyoles · 
2005 Gifu · 
2006 Eton · 
2007 München · 
2008 Ottensheim · 
2009 Poznań · 
2010 Hamilton · 
2011 Bled · 
2012 Plovdiv · 
2013 Chungju · 
2014 Amsterdam ·
2015 Aiguebelette ·
2016 Rotterdam ·
2017 Sarasota ·
2018 Plovdiv ·
2019 Ottensheim ·
2020 Bled ·
2021 Shanghai ·
2022 Račice ·
2023 Belgrado ·
2024 St. Catharines ·
2025 Shanghai · 
2026 Amsterdam

Onderdelen

Skiff · 
Lichte skiff · 
Dubbel twee · 
Lichte dubbel twee · 
Twee zonder · 
Lichte twee zonder · 
Twee met

Dubbel vier · 
Dubbel vier met · 
Lichte dubbel vier · 
Vier zonder · 
Lichte vier zonder · 
Vier met · 
Acht · 
Lichte acht
- Gemeinsame Normdatei: 4510299-5
- Virtual International Authority File: 248718406